# 波普勒布拉夫鎮區 (密蘇里州巴特勒縣)
波普勒布拉夫鎮區（英語：Poplar Bluff Township）是位於美國密蘇里州巴特勒縣的一個行政鎮區。

## 地方資料
波普勒布拉夫鎮區的面積為359.81平方千米，當中陸地面積為359.24平方千米，而水域面積為0.57平方千米。根據2020年美國人口普查的數據，當地共有人口25127人，而人口密度為每平方千米69.83人。